# Kryštof starší z Vartenberka
Kryštof starší z Vartenberka též z Vartenbergu (německy Christoph der ältere von Wartenberg, 1508 – 6. května 1590, Strakonice) byl český šlechtic z rodu Vartenberků, v letech 1578–1590 působil jako generální převor české provincie řádu johanitů a rádce českých králů Maxmiliána a Rudolfa II. ve státních a vojenských záležitostech.

## Život

### Původ
Kryštof se narodil v roce 1508, ovšem informace o jeho rodičích nejsou jasné. a pocházel z děčínské nebo březenské větve rodu Vartenberků. Podle českého historika a kastelologa Augusta Sedláčka jeho otcem mohl být Jindřich Březenský z Vartenberka, který v letech 1561–1572 vlastnil panství Horní Kralovice, to se však podle roku Kryštofova narození nezdá příliš pravděpodobné. Podle jiné verze by Kryštof mohl být synem generálního převora v letech 1534–1542, Jana staršího z Vartenberka a na Dubé, který rovněž pocházel z březenské větve rodu. 

### Duchovní rytířská kariéra
V roce 1538 Kryštof vstoupil do johanitského řádu a o pět let později, v roce 1543, byl jmenován komturem řádové komendy v Žitavě, což potvrdil král Ferdinand I. s odkazem na zásluhy Kryštofova otce (Jana staršího z Vartenberka?). Kromě Žitavské komendy přešel pod správu Kryštofa i řádový dům sv. Jana v Hirschfeldu (v roce 1570 byl dům řádem prodán pro nerentabilitu). Od roku 1565 je Kryštof starší uváděn v pramenech jako velitel lemberské (löwenberské) komendy ve Slezsku a v roce 1572 se prvním komturem nové komendy s centrem v Horních Kralovicích. 
V roce 1571 společně s velkopřevorem Václavem Zajícem z Házmburka patřili mezi nejvýznamnější zástupce české šlechty, kteří se 7. října 1571 zúčastnili slavné námořní bitvy u Lepanta.
V roce 1578, ve věku 70 let byl Kryštof z Vartenberkа vyznamenán velkokřížem Maltézského řádu a se souhlasem krále Rudolfa II. byl zvolen generálním převorem české provincie řádu. Jeho zvolení však předcházely konkurenty boje způsobené tím, že nejvlivnější muži království, zejména nejvyšší purkrabí Vilém z Rožmberka a kancléř Vratislav II. z Pernštejna, si činili naděje na majetek provincie. Po nástupu do úřadu se Kryštof musel vypořádat se značnými dluhy z doby vedení jeho předchůdce Václava Zajíce z Házmburka a k naplnění pokladny musel potvrdit veškerá privilegia měst, obcí a cechů na území Strakonického panství johanitů. Kromě toho, listinou z 22. dubna 1580 Kryštof s rozhodnutí kapituly řádové provincie si pro zaplacení dluhů vypůjčil 6 tisíc tolarů se splatností v roce 1590 a ručil za ně statky, vzdálenými od Strakonické komendy. Na shromáždění roku 1583 se Kryštof z Vartenberkа dosáhl vydání řádových privilegií, tehdy uložených v kapli sv. Kříže na Karlštejně. V roce 1588 na pokyn velmistra řádu bylа provedena vizitace (revize) českých komend, podřízených převoru Kryštofovi z Vartenberkа.

### Správa Strakonického panství

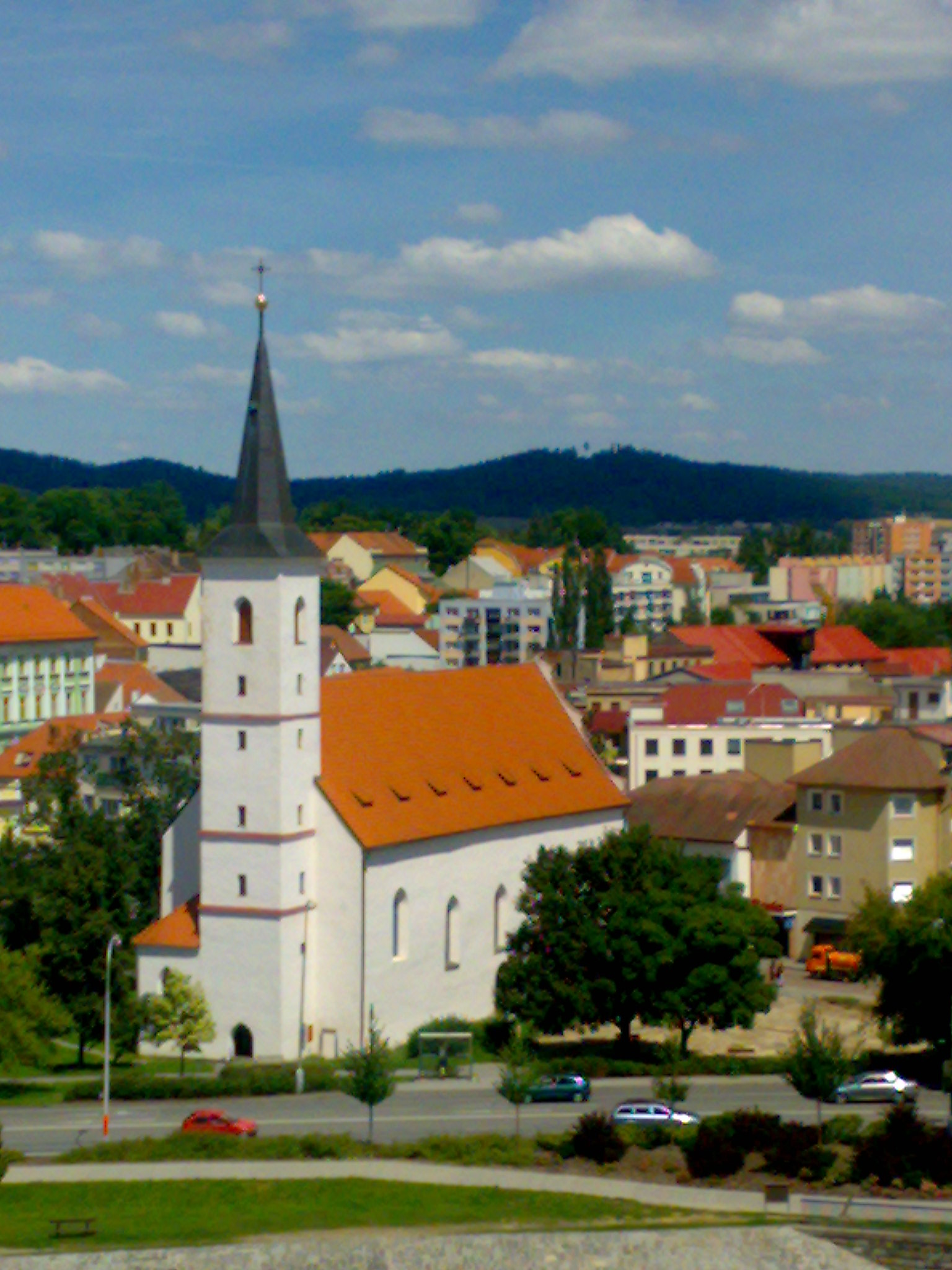
Kostel sv. Markéty pohledem z hradní věže

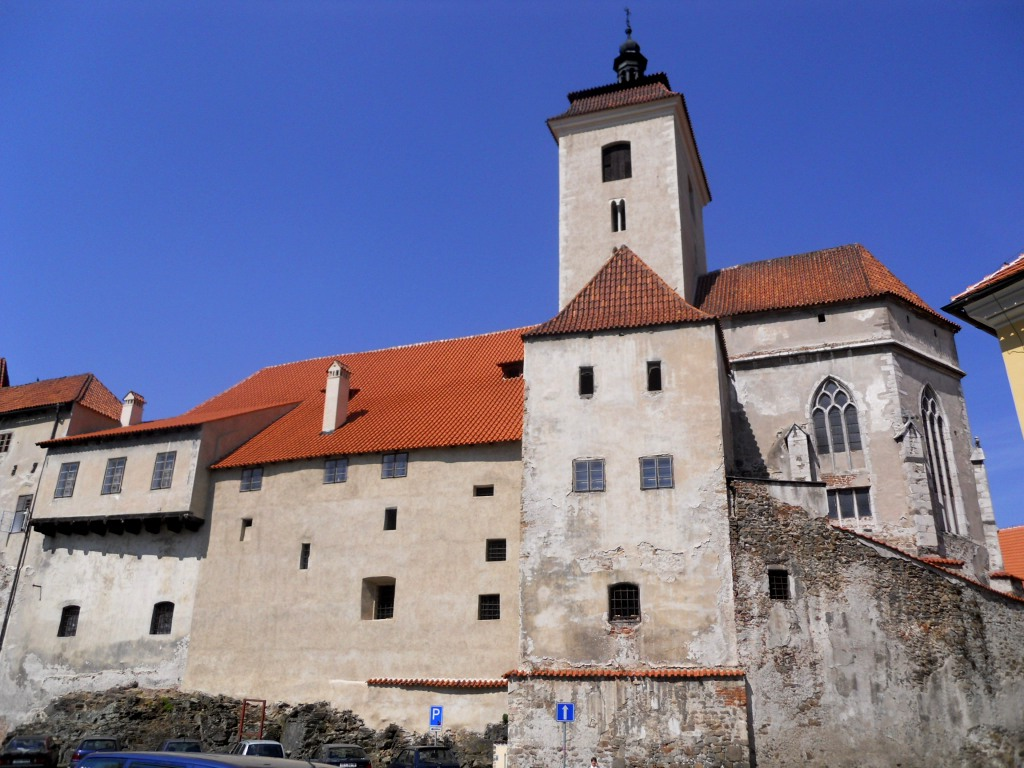
Kostel sv. Prokopa na strakonickém hradě, místo posledního odpočinku Kryštofa z Vartenberka.

Na strakonickém panství, které bylo v přímem držení generálního převora české provincie Maltézského řádu, byly za Kryštofa z Vartenberka provedeny četné stavební úpravy, zejména byly renovovány interiéry strakonického hradu. Nechal renesančně přestavět a rozšířit kostel sv. Václava v Lomu (dnes část Strakonic) a nadal ho právem konat pohřby a pohřbívat na tamním hřbitově. V roce 1583 byla dokončena stavba renesančního kostela sv. Markéty.
Z dochovaných písemností vyplývá, že Kryštof z Vartenberka měl pověst laskavého a štědrého člověka. Udržoval dobré vztahy se strakonickými měšťany, kteří jej často navštěvovali a pobývali na strakonickém hradě. Ve Strakonicích v roce 1580 potvrdil dvěma listy privilegia městského koželužského cechu a privilegia krejčovského cechu města Volyně. Nábožensky tolerantní Kryštof z Vartenberka umožnil prostestantům postavit si vlastní chrám u špitálu sv. Markéty. Za jeho správy zažily Strakonice dvě morové epidemie. Ve snaze uchránit se před nemocí postavili v roce 1586 zdejší obyvatelé na strakonickém Velkém náměstí morový sloup.
Kryštof se těšil přízni českých králů Maxmiliána a Rudolfa II., za jejichž panování zastával úřady státního a válečného rady. Vlastnil Katovskou tvrz (do roku 1586).
Kryštof starší z Vartenberka zemřel dne  6. května 1590 a byl pohřben v kostele sv. Prokopa na strakonickém hradě. Úřad velkopřevora české provincie řádu Maltézských rytířů po něm převzal Matouš Děpolt Popel z Lobkovic.